# Gypsophila subaphylla
Gypsophila subaphylla är en nejlikväxtart som beskrevs av Karl Heinz Rechinger. Gypsophila subaphylla ingår i släktet slöjor, och familjen nejlikväxter. Inga underarter finns listade i Catalogue of Life.